# Huvudskärslagen
Huvudskärslagen nedtecknades år 1450 av riddaren av Hammersta Erengisle Nilsson d.y. på uppdrag av kung Karl Knutsson (Bonde). Lagen som stiftades reglerade allt fiske som skedde ute vid kronohamnsfisket Huvudskär i Stockholms södra skärgård. Strömmingsfisket var viktigt för Kronan och stadgan gav den tillsatte hamnfogden rättighet att uppta skatt in natura direkt ur fiskarnas fångster.
Lagen var också en ordningsstadga som fastslog vilka regler som gällde på Huvudskär under fiskesäsongen och vilka straffsatserna var om man bröt mot dem. Följande citat är ett kort utdrag ur fiskestadgan.
| ”                           | Så många som vilia fiska på Hufwudskär, the ägha alla swara hampnafougden till rätt ok skäl, trendskar någon ok vill ej rätt göra, thå må hampnfougden honom dädan visa, vill han ej af wika, thå haffue forvärkad fiske garn ok redskap. | „ |
| – Ur Huvudskärslagen, § XVI | |   |